# Éva Mag
Éva Mag, född 5 mars 1979, är en svensk konstnär baserad i Stockholm. Hon avlade examen vid Kungliga Konsthögskolan 2015 och har sedan dess uppmärksammats i olika sammanhang, senast när hon blev tilldelad Åke Andréns konstnärsstipendium.
Mag arbetar främst i tyg och lera, ofta grundat i ett intresse kring kroppslighet och materialitet, livets skörhet och på människans förhållande till samhällets sociala och politiska strukturer. Hon representeras av Galleri Riis, och har ställt ut på, bland annat, grupputställningen Swedish Art: Now! på Sven-Harrys konstmuseum, separatutställningen Man ska vara snäll mot sig själv på Haninge Konsthall och Respekt på Waldemarsudde, Stockholm.